# Gaspar Hernández
Gaspar Hernández è un comune della Repubblica Dominicana di 37.786 abitanti, situato nella Provincia di Espaillat. Comprende, oltre al capoluogo, tre distretti municipali: Veragua, Joba Arriba e Villa Magante.